# Marcus Leifeld

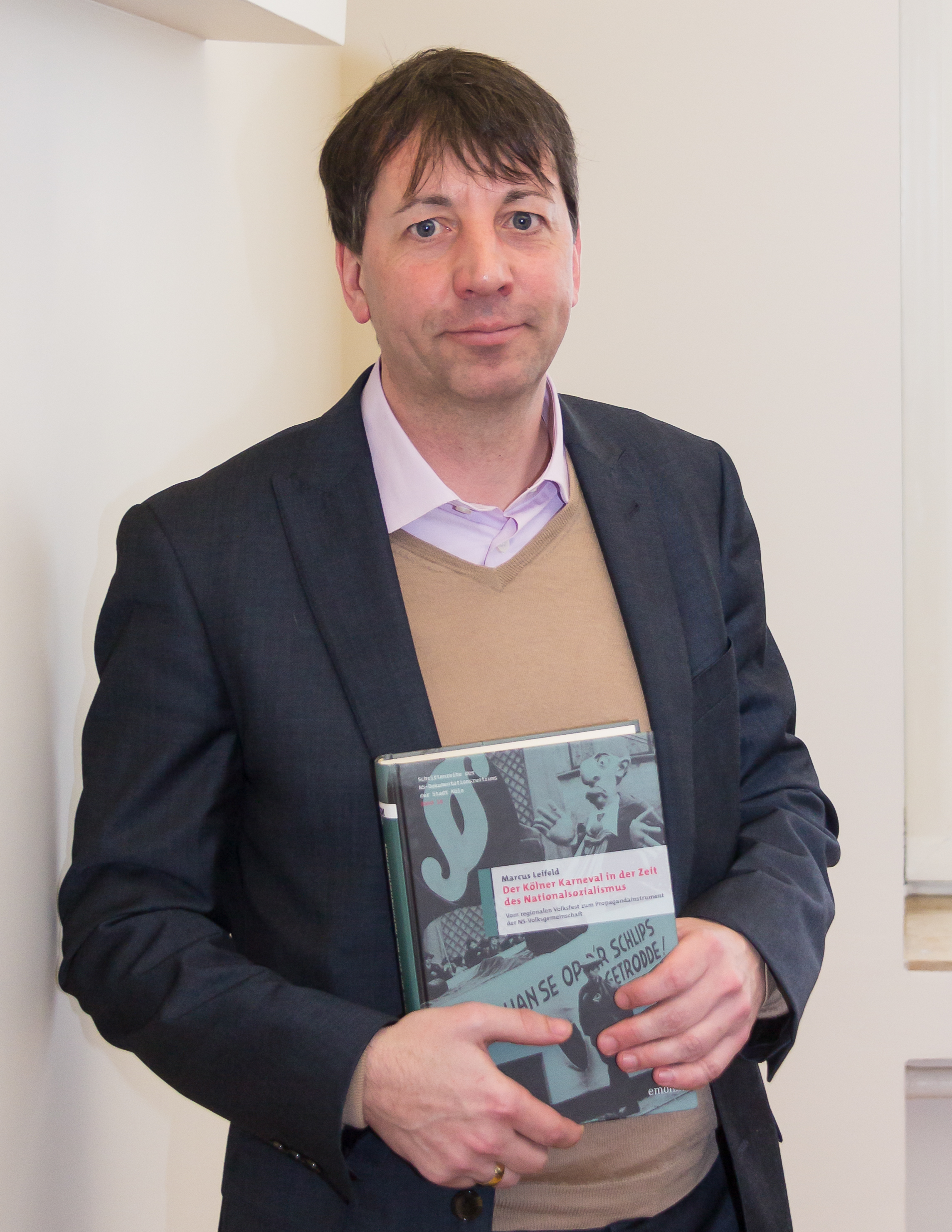
Marcus Leifeld, 2015

Marcus Leifeld (* 1968) ist ein deutscher Historiker und Provenienzforscher. Er hat zahlreiche Arbeiten zur Geschichte des Kölner Karnevals veröffentlicht.

## Leben
Leifeld studierte Neuere und Neueste Geschichte, Kunstgeschichte und Historische Hilfswissenschaften und Archivkunde an der Universität Bonn. 1995 legte er eine Magisterarbeit zum Thema „Vier Kurkölnische Erste Minister. Prosopographische Studien zu Politik und Gesellschaft des Alten Reiches“ vor und wurde wissenschaftliche Hilfskraft der Bibliothek des Historischen Seminars der Universität Bonn. Er absolvierte ein Volontariat beim Landschaftsverband Rheinland, Amt für rheinische Landeskunst, Abt. Stadtgeschichte.
Leifeld arbeitete im Anschluss als Historiker für das Kölnische Stadtmuseum und für die fünf Traditionscorps Kölsche Funke rut-wieß vun 1823, Kölner Funken-Artillerie Blau-Weiß von 1870, Prinzen-Garde Köln 1906, EhrenGarde der Stadt Köln 1902 und Altstädter Köln 1922.
Leifeld kuratierte die Ausstellungen „Kölle Alaaf unterm Hakenkreuz. Karneval zwischen Unterhaltung und Propaganda“ (2011/2012) sowie „Schalom und Alaaf. Jüdinnen und Juden im Kölner Karneval“ (2023/2024) im NS-Dokumentationszentrum Köln mit. 2012 wurde er an der Universität Bonn mit einer Arbeit über den Kölner Karneval in der Zeit des Nationalsozialismus promoviert.
Seit 2012 ist er Referent für Provenienzforschung im Dezernat für Kunst und Kultur der Stadt Köln. Von 2014 bis 2017 forschte er zum Kunstfund Gurlitt für die Taskforce "Schwabinger Kunstfund", von 2019 bis 2021 für das Kunstmuseum Bern. Leifeld gehört dem wissenschaftlichen Beirat der Koordinationsstelle Provenienzforschung NRW an.

## Schriften

### Monografien
- (zusammen mit Carl Dietmar): Alaaf und Heil Hitler. Karneval im Dritten Reich. Herbig, München 2010, ISBN 978-3-7766-2630-8
- Der Kölner Karneval in der Zeit des Nationalsozialismus. Eine Studie zur Interaktion von lokalen Herrschaftsträgern und Gesellschaftseliten. Universität zu Bonn 2012 (Dissertation).
- Der Kölner Karneval in der Zeit des Nationalsozialismus Vom regionalen Volksfest zum Propagandainstrument der NS-Volksgemeinschaft (= Schriftenreihe des NS-Dokumentationszentrums der Stadt Köln, Band 18). Emons, Köln 2015, ISBN 978-3-95451-405-2.

### Herausgeberschaften
- (Hrsg.; zusammen mit Michael Euler-Schmidt): Die Prinzen-Garde Köln. Eine Geschichte mit Rang und Namen 1906–2006. Bachem, Köln 2006, ISBN 3-7616-1957-X.
- (Hrsg.; zusammen mit Michael Euler-Schmidt): Der Kölner Rosenmontagszug 1823–1948. Bachem, Köln 2007, ISBN 978-3-7616-2062-5.
- (Hrsg.; zusammen mit Michael Euler-Schmidt): Der Kölner Rosenmontagszug 1949–2009. Bachem, Köln 2009, ISBN 978-3-7616-2146-2

### Artikel
- (zusammen mit Michael Kaiser und Andreas Rutz): Ein Kurfürst macht noch keine Epoche. Eine Standortbestimmung der Frühneuzeitforschung im Rheinland. In: Geschichte in Köln 50 (2003), S. 55–87.
- Ferdinand Graf von Plettenberg und Wittern als kurkölnischer „premier ministre et favori de l’électeur“. In: Michael Kaiser, Andreas Pečar (Hrsg.): Der zweite Mann im Staat. Oberste Amtsträger und Favoriten im Umkreis der Reichsfürsten in der Frühen Neuzeit. Duncker und Humblot, Berlin 2003, S. 77–100.
- „Was interessiert den kölschen Funken schon das lächerliche Welttheater?“ Ein Kölner Verein zwischen Traditionen und nationalsozialistischer Gleichschaltung. In: Heinz-Günther Hunold (Hrsg.): Vom Stadtsoldaten zum Roten Funken. Militär und Karneval in Köln. Greven, Köln 2005, S. 247–282.
- (mit CARL DIETMAR): Kölner Karneval (1934–1939), in: Handbuch des Antisemitismus. Judenfeindlichkeit in Geschichte und Gegenwart, Bd. 4: Ereignisse, Dekrete, Kontroversen, hrsg. von Wolfgang Benz, Berlin 2011, S. 221f.
- Ein Privatverkauf jenseits der Öffentlichkeit – Mädchenkopf von François Boucher als Teil der Pariser Sammlung Roger Delapalme, in: Ausstellungskatalog: Bestandsaufnahme Gurlitt. "Entartete Kunst" – Beschlagnahmt und verkauft. Kunstmuseum Bern; Der NS-Kunstraub und die Folgen. Kunst- und Ausstellungshalle der Bundesrepublik Deutschland, Bonn, Bonn 2017, Seite 140 bis 143.
- (zusammen mit Britta Olényi von Husen): Das Wallraf-Richartz-Museum. Ein rheinisches Kunstmuseum in der Zeit des Nationalsozialismus, in: Kulturpolitik der Rheinischen Provinzialverwaltung 1920 bis 1945. Tagung am 18. und 19. Juni 2018 im LVR-Landesmuseum Bonn in Kooperation mit dem Landschaftsverband Rheinland-Institut für Landeskunde und Regionalgeschichte, Bonn 2019, Seite 169 bis 176.
- (zusammen mit Britta Olényi von Husen): Das Wallraf-Richartz-Museum und der Kunsthändler Hildebrand Gurlitt, in: Kunstfund Gurlitt. Wege der Forschung, herausgegeben von Andrea Baresel-Brand, Nadine Bahrmann, Gilbert Lupfer, Provenire Band 2, Schriftenreihe Deutsches Zentrum Kulturgutverluste Berlin 2020, Seite 76 bis 89.
- (zusammen mit Britta Olényi von Husen): Otto H. Förster, in: Répertoire des acteurs du marché de l'art en France sous l'Occupation, 1940–1945, RAMA, 30. September 2021.
- (zusammen mit Britta Olényi von Husen/Ev Isabel Raue): André Charles Schoeller, in: Répertoire des acteurs du marché de l'art en France sous l'Occupation, 1940–1945, RAMA, 2. Dezember 2021.
- (zusammen mit Britta Olényi von Husen): Theo Hermsen jr. Ein niederländischer Kunsthändler zu Zeiten der Besatzung in Paris, in: transfer – Zeitschrift für Provenienzforschung und Sammlungsgeschichte / Journal for Provenance Research and the History of Collection 1 (2022), Seiten 57–66.
- (zusammen mit Britta Olényi von Husen): "Keines dieser Werke ist so, dass die Gefahr einer Beanstandung wegen 'Entartung' bestände". Hildebrand Gurlitt und die Impressionisten des Wallraf-Richartz-Museums, in: Kunst, Konflikt, Kollaboration – Hildebrand Gurlitt und die Moderne (Schriften der Forschungsstelle "Entartete Kunst"; Band 14), herausgegeben von Nikola Doll, Uwe Fleckner und Gesa Jeuthe Vietzen, Berlin/Boston, 2023, Seiten 169–191.